# TROS
A TROS (abreviatura de Televisie & Radio Omroep Stichting, "Fundação de radiodifusão televisiva e de rádio") foi uma organização de televisão pública dos Países Baixos. Deixou de existir em 6 de setembro de 2014, sendo substituída por uma nova empresa no dia seguinte, a AVROTROS, resultado da fusão entre a TROS e outra organização, a AVRO. Ambas organizações se definiam como generalistas e sem vínculos políticos.
O canal foi membro activo da União Europeia de Radiodifusão (EBU), e responsável pela presença do seu país na Eurovisão desde 2010 e com presença confirmada até 2012.
1. ↑  «Historie - Over AVROTROS» (em neerlandês). AVROTROS. Consultado em 28 de novembro de 2017